# Liste der Baudenkmale in Kleßen-Görne
In der Liste der Baudenkmale in Kleßen-Görne sind alle denkmalgeschützten Bauten der brandenburgischen Gemeinde Kleßen-Görne und ihrer Ortsteile aufgelistet. Grundlage ist die Veröffentlichung der Landesdenkmalliste mit dem Stand vom 31. Dezember 2021.

## Denkmale in den Ortsteilen
In den Spalten befinden sich folgende Informationen:
- ID-Nr.: Die Nummer wird vom Brandenburgischen Landesamt für Denkmalpflege vergeben. Ein Link hinter der Nummer führt zum Eintrag über das Denkmal in der Denkmaldatenbank. In dieser Spalte kann sich zusätzlich das Wort Wikidata befinden, der entsprechende Link führt zu Angaben zu diesem Denkmal bei Wikidata.
- Lage: die Adresse des Denkmales und die geographischen Koordinaten. Link zu einem Kartenansichtstool, um Koordinaten zu setzen. In der Kartenansicht sind Denkmale ohne Koordinaten mit einem roten beziehungsweise orangen Marker dargestellt und können in der Karte gesetzt werden. Denkmale ohne Bild sind mit einem blauen bzw. roten Marker gekennzeichnet, Denkmale mit Bild mit einem grünen beziehungsweise orangen Marker.
- Bezeichnung: Bezeichnung in den offiziellen Listen des Brandenburgischen Landesamtes für Denkmalpflege. Ein Link hinter der Bezeichnung führt zum Wikipedia-Artikel über das Denkmal.
- Beschreibung: die Beschreibung des Denkmales
- Bild: ein Bild des Denkmales und gegebenenfalls einen Link zu weiteren Fotos des Baudenkmals im Medienarchiv Wikimedia Commons

### Görne
| ID-Nr.            | Lage                       | Bezeichnung                                              | Beschreibung | Bild                                                     |
| ----------------- | -------------------------- | -------------------------------------------------------- | --- | -------------------------------------------------------- |
| 09150089 Wikidata | (Lage)                     | Dorfkirche                                               | Die evangelische Kirche stammt aus dem Jahre 1728, der Dachturm kam 1740 hinzu. Im Inneren ein Kanzelaltar im Rokokostil. | weitere Bilder                                           |
| 09150091          | (Lage)                     | Grabstätte für zwei polnische Soldaten, auf dem Friedhof | | Grabstätte für zwei polnische Soldaten, auf dem Friedhof |
| 09151013          | Lindenstraße 17 (Lage)     | Pfarrhaus                                                | | weitere Bilder                                           |
| 09150090          | Lindenstraße 47, 48 (Lage) | Gutshaus                                                 | Das ehemalige Gutshaus wurde 1786 von der Familie Bredow errichtet.                                                       | Gutshaus                                                 |

### Kleßen
| ID-Nr.            | Lage   | Bezeichnung                  | Beschreibung | Bild                         |
| ----------------- | ------ | ---------------------------- | ------------ | ---------------------------- |
| 09150140 Wikidata | (Lage) | Dorfkirche                   |              | weitere Bilder               |
| 09150141 Wikidata | (Lage) | Gutshaus mit Taubenturm      |              | weitere Bilder               |
| 09150497 Wikidata | (Lage) | Gutspark („Englischer Park“) |              | Gutspark („Englischer Park“) |